# Ткани (альбом)
«Ткани» — четвёртый студийный альбом российского исполнителя Дельфина, выпущенный на лейбле «Крем Рекордс» 17 мая 2001 года.
В пластинку вошло 10 треков. Материал был записан в период с 2000 по 2001 год. В создании музыки приняли участие звукоинженер Шевцов (гитара) и бас-гитарист Черников. По словам музыканта, ему понравилось само слово «Ткани», узнав о котором ему сразу же представился образ, который должен быть на обложке — голая девушка.

## Описание
Альбом имеет полностью оригинальное звучание. Ни один из немногих семплов, используемых при записи, не имеет первоначального звучания, так как в буклете альбома написано, что семплы были переиграны самой группой. Все басовые и гитарные партии сыграны музыкантами.
Презентация альбома состоялась в учебном театре ГИТИС 3 июня 2001 года, однако песни из альбома первый раз исполнялись в клубе «Свалка» ещё 25 мая. На песни «Тебя» и «Пляж» вышли видеоклипы.

## Критика
В 2001 году редактор журнала «Афиша», Юрий Сапрыкин, отметил в новом альбоме «очень много музыки с инструментами из классического рок-арсенала», назвав релиз «первым в России полноценным пост-роковым альбомом». Редактор журнала Fuzz, Наталья Курчатова, отметила, что мелодекламации автора оставляют впечатление искренности и предельной серьёзности.

## Список композиций
| №   | Название       | Длительность |
| --- | -------------- | ------------ |
| 1.  | «Июнь»         | 4:23         |
| 2.  | «Тебя»         | 4:29         |
| 3.  | «Пляж»         | 4:32         |
| 4.  | «Дядина Песня» | 5:56         |
| 5.  | «Мы»           | 4:48         |
| 6.  | «Сахар»        | 6:54         |
| 7.  | «Мало»         | 5:46         |
| 8.  | «Нежность»     | 4:50         |
| 9.  | «Собака»       | 6:01         |
| 10. | «Утро»         | 26:24        |

| №   | Название              | Длительность |
| --- | --------------------- | ------------ |
| 11. | «Один На Один» (Live) | 3:29         |

Комментарии:
1. ↑  Композиция «Сахар» придумана подмосковной группой «Phobia Logic». В составе этой группы был Александр Петрунин, позже он спродюсирует Дельфину альбом «Звезда».
2. ↑  Песня под номером 10 состоит из трех частей: «Утро» и двух скрытых бонус-трека.

## Участники записи
- Андрей Лысиков («Dolphin») — голос, тексты, музыкальный дизайн, драм-машина
- Виктор «Мутант» Шевцов — звукоинжиниринг, гитара
- Иван Черников — бас